# Sony SmartWatch
La Sony SmartWatch est une montre connectée développée par la marque Sony. La montre se connecte via un smartphone Android et reçoit des notifications telles qu'un SMS, un e-mail, etc. Différentes versions de la montre sont compatibles avec l'évolution du système Android.  

## Premier modèle
Le premier modèle de la SmartWatch est MN2SW. Le bracelet de la montre est en silicone flexible, existant en plusieurs coloris. La montre a été présentée pour la première fois au Consumer Electronics Show de 2012 puis a été commercialisée en mars 2012.